# Vehkajärvi (sjö, lat 61,48, long 24,88)
Vehkajärvi är en sjö i Finland. Den ligger i kommunerna Kangasala, Pälkäne, Padasjoki och Kuhmois i landskapen Birkaland, Päijänne-Tavastland och Mellersta Finland, i den södra delen av landet, 150 km norr om huvudstaden Helsingfors. Vehkajärvi ligger 110,5 meter över havet. Den är 19,64 meter djup. Arean är 26,08 kvadratkilometer och strandlinjen är 118,89 kilometer lång. Sjön  ingår i Kumo älvs huvudavrinningsområde.   I omgivningarna runt Vehkajärvi växer i huvudsak blandskog. Den sträcker sig 8,9 kilometer i nord-sydlig riktning, och 6,6 kilometer i öst-västlig riktning.
Vehkajärvi är en del av ett bifurkationssystem som består av sjöarna Vehkajärvi, Vesijako och Lummene. Av dessa har både Vesijako och Lummene två utlopp vardera, i två huvudavrinningsområden: Kumo älvs avrinniingsområde i väst och Kymmene älvs avrinningsområde i öst. I väst avvattnas Lummene till Vehkajärvi som i sin tur avvattnas till Vesijako.

## Öar
- Vähä Riuttasaari (en ö)
- Vuohisaari (en ö)
- Uitinsaaret (en ö)
- Kustaansaari (en ö)
- Selkäsaari (en ö)
- Valakkasaari (en ö)
- Matinsaari (en ö)
- Iso Riuttasaari (en ö)
- Vähä Vehkosalo (en ö)
- Iso Vehkosalo (en ö)
- Hopeasaaret (en ö)
- Saarenhankaimet (en ö)
- Kulmasaari (en ö)
- Paskosaari (en ö)
- Kailasaari (en ö)
- Loukoset (en ö)
- Pirttinen (en ö)
- Laurinsaari (en ö)
- Kylä-Kotkaimet (en ö)
- Salinsaari (en ö)
- Ritasaaret (en ö)
- Muurisaaret (en ö)
- Aittosaaret (en ö)
- Nalli (en ö)
- Pikku-Venkäs (en ö)
- Selkä-Kotkaimet (en ö)
- Niittysaari (en ö)
- Iso Salonsaari (en ö)
- Koivulansaari (en ö)
- Loukkuluoto (en ö)
- Paskopäänsaari (en ö)
- Heinäluoto (en ö)
- Venkäs (en ö)
- Vitsanen (en ö)
- Koivusaaret (en ö)
- Majonsaaret (en ö)